# Dicranomyia infucata
Dicranomyia infucata är en tvåvingeart som först beskrevs av Alexander 1927.  Dicranomyia infucata ingår i släktet Dicranomyia och familjen småharkrankar. Inga underarter finns listade i Catalogue of Life.